# Wesley Blake
Cory James Weston (ur. 4 września 1987 w San Marcos) – amerykański profesjonalny wrestler, obecnie występujący w federacji WWE w rozwojowym brandzie NXT pod pseudonimem ringowym Wesley Blake. Współtworzył drużynę z Buddym Murphym, gdzie wspólnie zdobyli NXT Tag Team Championship.

## Kariera profesjonalnego wrestlera

### Funking Conservatory (2011–2013)
Weston pragnął zostać wrestlerem już od wieku trzech lat.. W 2011 stał się członkiem szkółki wrestlingowej Dory'ego Funka Jr.'a, Funking Conservatory, gdzie występował podczas show federacji !Bang! TV jako Cory Weston. Po ukończeniu studiów w 2011 przeniósł się na Florydę, gdzie była umiejscowiona federacja. Weston zawalczył z Jerrym Lawlerem w maju 2013, co było pierwszą walką Lawlera od czasu zawału mięśnia sercowego we wrześniu 2012.

### WWE

#### NXT (od 2013)
Weston podpisał kontrakt rozwojowy z WWE w czerwcu 2013 i miesiąc później został przydzielony do rozwojowego brandu NXT, gdzie dalsze treningi kontynuował w nowo-otwartym WWE Performance Center. W telewizji zadebiutował 22 stycznia 2014 podczas odcinka tygodniówki NXT występując jako Wesley Blake, lecz przegrał w pojedynku z Adrianem Neville’em. Rola Blake’a ograniczała się do bycia jobberem, gdzie przegrywał z Adamem Rosem, Masonem Ryanem i Sin Carą, a także w pojedynkach drużynowych przeciwko The Ascension.
W sierpniu 2014 uformował tag team z Buddym Murphym i wspólnie zaczęli występować jako Blake i Murphy. 14 sierpnia zostali wyeliminowani w pierwszej rundzie turnieju o miano pretendentów do NXT Tag Team Championship przez Kalisto i Sin Carę. Przez resztę 2014 przegrywali większość walk z The Lucha Dragons (Kalistem i Sin Carą) i The Vaudevillains (Aidenem Englishem i Simonem Gotchem). W październiku zaczęli nazywać się „Team Thick”, jednak niedługo później zrezygnowano z tej nazwy. W październiku wzięli udział w Battle Royalu mającym wyłonić pretendentów do tytułów mistrzowskich tag-team, jednak zostali wyeliminowani z walki przez The Ascension.
21 stycznia 2015 odnotowali pierwszą wygraną – pokonali The Vaudevillains. Tydzień później pokonali The Lucha Dragons i stali się nowymi posiadaczami NXT Tag Team Championship; dzięki zwycięstwu Murphy stał się pierwszym australijczykiem zdobywającym tytuł w WWE. W lutym pseudonimy ringowe członków tag-teamu skrócono do samych ich nazwisk. Podczas gali NXT TakeOver: Rival pokonali Lucha Dragons w walce rewanżowej, po czym rozpoczęli rywalizację z Enzo Amorem i Colinem Cassadym. 13 maja na NXT, podczas ich walki z Amorem i Cassadym pojawiła się Alexa Bliss, która zaatakowała menedżerkę drugiej drużyny Carmellę, tym samym przyłączając się do posiadaczy tytułów mistrzowskich. Podczas gali NXT TakeOver: Unstoppable ponownie pomogła Blake'owi i Murphy’emu obronić tytuły w walce z Amorem i Cassadym. Duo utraciło tytuły na rzecz The Vaudevillains podczas gali NXT TakeOver: Brooklyn.
18 maja 2016 podczas odcinka NXT, po przegranej Murphy’ego z Shinsuke Nakamurą i Austinem Ariesem, Alexa i Blake opuścili go, co miało zwiastować rozpad drużyny. Po przeniesieniu Alexy Bliss do głównego rosteru, Blake zaczął sporadycznie występować w telewizji głównie w roli jobbera, gdzie 12 października zmierzył się z Murphym, lecz podczas ich walki pojawił się Samoa Joe, który zaatakował ich obu. Po dłuższej absencji powrócił do telewizji 10 maja 2017 konfrontując się z Drewem McIntyre’em, z którym przegrał dwa tygodnie później. Przez resztę 2017 występował podczas gal typu house show w drużynie ze Steve’em Cutlerem.

## Inne media
Postać Blake’a po raz pierwszy przedstawiono w grze WWE 2K16 jako postać możliwa do pobrania.

## Życie prywatne
Weston pochodzi z San Marcos z Teksasu. On i młodsza siostra byli wychowywani przez samotną matkę. Uczęszczał na Texas State University–San Marcos, w którym był instruktorem na siłowni, praktykował futbol amerykański i grał w piłkę nożną. W październiku 2016 zostało ogłoszone, że Weston i była zawodniczka WWE Sara Lee spodziewają się dziecka; córka Piper Weston urodziła się 1 maja przyszłego roku.

## Styl walki
- Finishery
  - Frog splash
- Inne ruchy
  - Big boot
  - Double knee backbreaker
  - Double underhook powerbomb
  - Moonsault
  - Running powerslam
  - Slingshot somersault senton
  - Springboard forearm smash
- Z Buddym Murphym/Murphym
  - Drużynowe finishery
    - Running brainbuster (Murphy) i frog splash (Blake)[32][33][34]
- Menedżerowie
  - Alexa Bliss[35]
- Przydomki
  - „Cowboy”[36]
  - „Wild”[2]
  - „Beautiful Blonde”[37]
- Motywy muzyczne
  - „Action Packed” ~ Kosinus (NXT; 1 grudnia 2014 – 20 maja 2015; używany podczas współpracy z Murphym)
  - „Opposite Ends of the World” ~ CFO$ (NXT; 20 maja 2015 – 6 lipca 2016; używany podczas współpracy z Murphym)
  - „Ahead” ~ Klooz & Sylvain Lux (NXT; 6 lipca 2016 – 20 maja 2017)
  - „Devil Inside” ~ Charlie Harper (NXT; od 24 maja 2017)

## Mistrzostwa i osiągnięcia
- Funking Conservatory
  - FC European Championship (1 raz)
  - FC Florida Heavyweight Championship (1 raz)
  - FC Heavyweight Championship (1 raz)
- Pro Wrestling Illustrated
  - PWI umieściło go w top 500 wrestlerów rankingu PWI 500: 121. miejsce w 2015; 217. miejsce w 2016; 347. miejsce w 2017[38]
- WWE NXT
  - NXT Tag Team Championship (1 raz) – z Buddym Murphym/Murphym[22]